# Long Time Dead
Pour plus de détails, voir Fiche technique et Distribution.
Long Time Dead est un film d'horreur franco-britannique réalisé par Marcus Adams (en), sorti en 2002.

## Synopsis
Lors d'une fête étudiante, un groupe d'amis décide de faire une séance de spiritisme. Mais ce qui n’était au départ qu'un jeu tourne vite au cauchemars. 

## Fiche technique
- Titre original : Long Time Dead
- Réalisateur : Marcus Adams (en)
- Scénario : Marcus Adams (en), Daniel Bronzite, James Gay-Rees
- Musique : Don Davis
- Producteur : James Gay-Rees
- Société de production : Working Title Films, Film Council, WT2 Productions, Midfield Films, Studiocanal, Canal+
- Société de distribution : United International Pictures (Royaume-Uni), Focus Features (États-Unis)
- Pays de production :  Royaume-Uni |  France
- Langue : anglais
- Genre : horreur, thriller
- Durée : 94 minutes
- Dates de sortie : 2002
- Interdit aux moins de 12 ans

## Distribution
- Alec Newman (VF : Cédric Dumond) : Liam Brennan
- Joe Absolom (en) (VF : Alexandre Gillet) : Rob
- Marsha Thomason (VF : Vanina Pradier) : Lucy
- Lukas Haas : Webster
- James Hillier (en) : Spencer
- Mel Raido (en) (VF : Jérôme Pauwels) : Joe
- Lara Belmont (en) : Stella
- Melanie Gutteridge (en) : Annie
- Tom Bell (VF : Marcel Guido) : Becker
- Michael Feast (VF : Philippe Catoire) : Paul Brennan
- Cyril Nri : Dr. Wilson
- Joel Pitts : Liam Jeune
- Pete Valente : Djinn